# FCプネー・シティ
FCプネー・シティ（Football Club of Pune City (FCPC)）は、インド・プネーをホームタウンとする、インドプロサッカーリーグ（インディアン・スーパーリーグ）に加盟していたプロサッカークラブ。

## 概要
2014年10月から開始したインディアン・スーパーリーグに加盟した。2019年に解散した。

## 歴史
2014年
マーキープレーヤーに元フランス代表FWダヴィド・トレゼゲを獲得した。監督にはイタリア人のフランコ・コロンバを招聘した。
2017年、監督として、ポポヴィッチが就任。また、元札幌監督のバルバリッチがコーチに就任した。

## 過去の成績
| シーズン | リーグ                 | 順位 | 試 | 勝 | 分 | 敗 | 得 | 失 | 差 | 点 |
| -------- | ---------------------- | ---- | -- | -- | -- | -- | -- | -- | -- | -- |
| 2014     | インド・スーパーリーグ | 06位 | 14 | 4  | 4  | 6  | 12 | 17 | −5 | 16 |
| 2015     | インド・スーパーリーグ | 07位 | 14 | 4  | 3  | 7  | 17 | 23 | −6 | 15 |
| 2016     | インド・スーパーリーグ | 06位 | 14 | 4  | 4  | 6  | 13 | 16 | −3 | 16 |
| 2017-18  | インド・スーパーリーグ | 0位  |    |    |    |    |    |    |    |    |

## 歴代監督
- フランコ・コロンバ 2014
- デビッド・プラット 2015
- アントニオ・ロペス・アバス 2016-2017
- ランコ・ポポヴィッチ 2017-2018
- ミゲル・アンヘル・ポルトゥガル 2018

## 歴代所属選手

### GK
- アプラ・エデル 2016

### DF
- アンドレ・ビケイ 2016

### MF
- 和泉新 2009-2015
- コスタス・カツラニス 2014
- ブルーノ・エレーロ 2016
- ジョゼプ・マリア・コマデバール 2016

### FW
- アドリアン・ムトゥ 2015-2016
- エイドゥル・グジョンセン 2016